# Dämon Amor

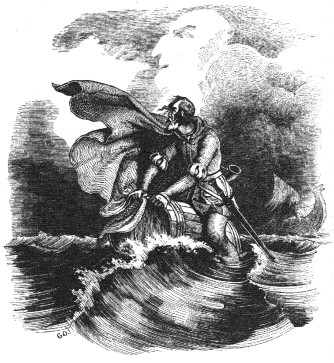
Illustration von Georg Osterwald

Dämon Amor ist ein Märchen im vierten Band von Johann Karl August Musäus’ Volksmährchen der Deutschen, 1786.

## Inhalt
Fürst Udo herrscht glücklich auf Rügen. Er hilft einem Schiffbrüchigen, der sich Waidewuth der Unbekannte nennt und offenbar zauberkundig ist. Als König Cruco die Insel einnimmt und Udo auf der Flucht einsam ans Festland gespült wird, nimmt Waidewuth ihn auf, denn er ist König von Danzig. Mittels seiner Sehergabe eröffnet er Udo, dass seine Frau den Freitod wählte, und leiht ihm schließlich seinen Ring, worin ein Dämon wohnt, der die Ursache all seiner Zauberkunst ist. Damit geht Udo an Crucos Hof, dessen Tochter keinen Mann will, weshalb dem glücklichen Freier Rügen zum Preis gesetzt ist. Dämon Amor versetzt sie in Liebe. Und kann zuletzt dem Freund den Ring zurückschicken.

## Quellen und Nachwirkung

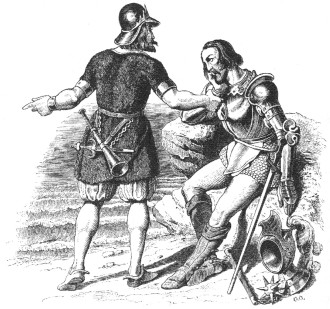
Illustration von Georg Osterwald